# Dustin Johner
Dustin Johner, född 6 mars 1983, är en kanadensisk före detta professionell ishockeyspelare.  Innan han kom till Europa hann Johner med att göra 44 AHL-matcher, samt 167 ECHL-matcher. I Sverige har han spelat i hockeyallsvenskan, för Växjö Lakers säsongen 2010-11, Tingsryds AIF 2011-12,  Djurgården Hockey 2012-13 och 2013-14 samt Västerås ik 2014-15. Därefter spelade han i Villacher sv 2015-16 och 2016-17. Och därefter Belfast giants 2017-18 och 2018-19. Han avslutade karriären 2019.